# 海洋公園登山纜車救援徑
海洋公園登山纜車救援徑（下稱“救援徑”）位於香港香港島南朗山東面，是香港海洋公園（下稱“海洋公園”）根據地契條款興建作維修登山纜車及相關設施之用的山徑，並同時用作緊急救援通道。救援徑一般供技術及救援人員使用。救援徑由樓梯級路段與平路組成，全長約1.2公里，全徑由混凝土鋪砌而成，在平路路段的左方可覽深水灣及熨波洲的景色。

## 歷史
海洋公園在1972年首次獲香港政府（下稱“政府”）免費撥地，在南朗山北面和山上大樹灣一角建園，發展成“海濱樂園”和“高峰樂園”兩個園區。根據當時的地契，政府允許海洋公園在指定的官地範圍內興建和營運纜索系統（即登山纜車），以連接兩個園區，而該範圍內的現存或重新劃定的山徑，必須全日暢通無阻地向公眾開放。批地範圍後來經多次修改，包括2007年獲政府批出土地，興建地底纜車系統（即現時的海洋列車），以連接“海濱樂園”和“高峰樂園”。該山徑曾一直開放給香港警察學院（下稱“警察學院”）作訓練之用，在警察學院的學習警員會集體登上救援徑進行訓練。

## 走綫
救援徑連接「海濱樂園」和「高峰樂園」兩個園區，全長約1.2公里，全徑由混凝土鋪砌而成，保養狀況良好。救援徑的路段較窄，樓級多而平路少，沿途甚少大樹，除了剛上山樓級一段外皆無樹蔭，亦無長椅、涼亭等設施。
救援徑的入口位於海洋公園道在警察學院旁的路口過後的上斜路段的右方，與路口有約不多於10分鐘距離，無須經海洋公園園區進入。救援徑首先經過一段長85米的直樓級，由約50米高爬升至90米高。直樓級過後，則為一段「之」字形梯級，先向左上斜，然後轉彎，再向右上斜，由90米高上升至約150米高，共有約20個轉彎位。該路段沿路設有欄杆，可作扶手用，惟沿途無可供休息的位置。「之」字形梯級過後，則為一段短的平路。該路段近海的一方亦設有欄杆，而另一方則畫有一條黃色線，並有「請勿靠近黃線」字句。平路路段中有凸起位置，而海洋公園在凸起位置前，有清楚的「小心絆腳」黃字提示。
平路過後，則為一段下行樓級，在該路段可以完整看到登山纜車的路線，並可以看到終點“高峰樂園”的纜車站及過山車等機動遊戲。該路段的樓級時闊時窄，遊人如果在下樓梯時分心看風景，會很容易跌倒。該路段設有不少分岔口，通往纜車鐵架底部或其他設施，而海洋公園都在分岔口設置了寫有「不得進入」字句的路牌。在該路段的左方，遊人可覽深水灣及熨波洲的景色，海洋公園在該路段亦有設置拍照景點的提示牌。

## 爭議
海洋公園曾在2020年9月重開後，於同年10月初推出「森度遊」項目，以自然環境和戶外活動吸引訪客入場，而其中的「秘行南朗山」為其重點項目，該項目開放位於纜車索道下的救援徑，讓市民入園後額外付費80元（連同門券即380元）參加由教練帶領的導賞團登山，而海洋公園更在其網頁聲稱救援徑「首次對外開放」，當時救援徑被鐵閘封閉。《蘋果日報》的記者在2020年9月29日曾到救援徑在海洋公園道的入口，發現園方以鐵閘將山徑封起，閘上掛上「此乃海洋公園範圍　非法擅進者，送官究治」的告示，而該告示與園區圍欄上的告示相同。
地政總署回應《蘋果日報》的查詢時稱，港島西及南區地政處在9月30日派員視察，確認救援徑有鐵閘位於政府土地，同日向海洋公園跟進，而海洋公園則在10月6日回覆表示已拆除鐵閘。地政處亦要求海洋公園提供有關「秘行南朗山」活動的資料，提示海洋公園確保活動符合土地契約的要求，而海洋公園則表示正檢視該活動的行程安排。10月2日，《蘋果日報》的記者再到救援徑的入口，其時警告告示已經消失，本來固定在金屬柱上的鐵閘亦被齊口切割移除，遊人可自由進出登山纜車救援徑。及後園方又在網頁介紹中刪去山徑「首次對外開放」的字眼。
地政總署回應《明報》的查詢時稱，海洋公園在10月8日向地政處提供了最新的活動路線資料，地政處在審視後認為有關活動並沒違反相關地契條款。地政總署亦表示救援徑為海洋公園根據地契條款興建作維修纜車及相關設施之用，同時用作緊急救援通道，而相關地契條款沒要求該維修通道須開放予公眾使用。海洋公園回應《明報》的查詢時稱，經檢視後最終敲定的「秘行南朗山」遠足路線全部位於海洋公園範圍內，行程符合所有規管要求。以往基於安全及保安考慮，海洋公園於通往高空纜塔的救援徑通道設了兩個圍欄。在確認有關圍欄位於政府土地上後，海洋公園已移除圍欄。
海洋公園已再設圍欄，近登上南朗山發射站位置。